# زايمنت غاسوزسكي
زايمنت غاسوزسكي (بالبولندية: Zygmunt Gosiewski)‏ (مواليد 11 نوفمبر 1959) هو ملاكم بولندي، مثّل بلاده في الألعاب الأولمبية الصيفية 1980.

## روابط خارجية
زايمنت غاسوزسكي على موقع أوليمبيديا (الإنجليزية)
- زايمنت غاسوزسكي على موقع اللجنة الأولمبية البولندية (مؤرشف) (البولندية)